# Сиак, Элена
Элена Сиак (фр. Héléna Ciak; род. 15 декабря 1989 года в Дюнкерке, департамент Нор, Франция) — французская профессиональная баскетболистка, выступающая за французскую команду «Лион АСВЕЛ Баскет» и национальную сборную Франции, в составе которой участвовала в чемпионате мира 2014 года в Турции и Олимпийских играх 2016 года в Рио-де-Жанейро.

## Биография
Элена Сиак родилась 15 декабря 1989 года в городе Дюнкерк, на севере департамента Нор.

## Карьера
В сезоне 2014/2015 Элена Сиак стала игроком Французского Буржа. В июле 2016 года было официально объявлено о подписании контракта Сиак с Динамо (Курск), сроком на один год. В 2017 году Сиак выиграла с командой женскую Евролигу, после чего объявила в одном из интервью, что останется в Динамо ещё на один сезон.

## Сборная
Элена выступала за сборную Франции по баскетболу на чемпионате мира 2014 года в Турции.
В июле 2016 года был объявлен окончательный состав сборной Франции на летние Олимпийские игры 2016. В команду из 12 лучших баскетболисток вошла и Элена Сиак.

## Достижения
- Чемпион Евролиги: 2017
- Чемпион Франции (2015, 2016)
- Серебряный призёр чемпионата России: 2017